# 1837 en musique
| \| • Retour à la chronologie générale de la musique populaire • \| |
| XXIe siècle • XXe siècle • XIXe siècle • XVIIIe siècle XVIIe siècle • XVIe siècle • XVe siècle • XIVe siècle XIIIe siècle • XIIe siècle • XIe siècle • Xe siècle IXe siècle • VIIIe siècle • Haut Moyen Âge • Rome • Grèce |
| • Retour à la chronologie générale de la musique populaire • |

| • Retour à la chronologie générale de la musique populaire • |

| Années de la musique populaire : 1834 - 1835 - 1836 - 1837 - 1838 - 1839 - 1840    |
| Décennies de la musique populaire : 1800 - 1810 - 1820 - 1830 - 1840 - 1850 - 1860 |

## Événements
- La goguette parisienne Les Enfants du Caveau créée en 1834 reprend le nom de Caveau[1].

## Naissances
- 10 janvier : Armand Liorat, librettiste français, auteur de chansons († 8 août 1898).
- 16 mars : František Bartoš, ethnomusicologue morave († 11 juin 1906).
- 7 septembre : Thérésa, nom de scène de Désirée Emma Valladon, chanteuse de cabaret française, morte en 1913.
- 1er octobre : Aleksandr Roubets, critique et folkloriste musical ukrainien, qui a recueilli de nombreuses chansons traditionnelles († 28 avril 1913).
- Date précise inconnue : 
  - Augustine Kaiser, chanteuse française de café-concert à Paris.